# Hugo Häring
Hugo Häring (Biberach an der Riß, 11 mei 1882 - Göppingen, 17 mei 1958) was een Duitse architect. Hoewel in de vergetelheid geraakt heeft Häring met name door zijn hulp in de oprichting van de architectenbeweging Der Ring en het CIAM een grote invloed gehad in de loop van de Duitse architectuurgeschiedenis.

## Levensloop
Häring werd geboren op 11 mei 1882 in Biberach an der Riß in het toenmalige Koninkrijk Württemberg. Tussen 1899 en 1903 studeerde hij aan de Technische Hochschulen in Stuttgart en Dresden, om vervolgens tot 1916 les te geven aan de Kunstgewerbeschule in Hamburg.
In de Eerste Wereldoorlog vertrekt Häring naar Allenburg in het toenmalige Oost-Pruisen om daar te helpen aan de herbouw van verwoeste gebouwen. Hij keert hierna terug naar Berlijn en richt hier in 1923 samen met Ludwig Mies van der Rohe de Zehnerring op, later afgekort tot Der Ring. Deze architectengroep zette zich af tegen het op dat moment heersende traditionalistische gedachtegoed van de architectuur in de stad en richtte zich op een nieuwe, door Le Corbusier geïnspireerde stroming.
Net hiervoor, in 1922 kreeg Häring zijn eerste opdracht als architect: het ontwerpen van een koeienstal. Deze stal kwam te staan in Scharbeutz en staat heden ten dage bekend als Gut Garkau.
In 1926 promoveerde Häring zichzelf tot secretaris van Der Ring en breidde de organisatie uit naar de rest van Duitsland. In 1933 wordt Der Ring opgeheven, nadat Häring zich niet meer kon vinden in de richting die de beweging op ging.
Op 17 mei 1958 overlijdt Häring op 77-jarige leeftijd in Göppingen.

## Projecten (selectie)
- 1922–1928: Gut Garkau in Scharbeutz
- 1926/1927: Buildings in the Onkel-Tom-Siedlung in Berlin-Zehlendorf
- 1929/1930: Ring-Siedlung of Großsiedlung Siemensstadt in Charlottenburg-Nord, Berlijn (UNESCO-wereldcultuurerfgoed)
- 1929–1931: Prinzenallee/Gotenburger Straße en Stockholmer Straße in Gesundbrunnen, Berlijn
- 1931/1932: Duplex Vietingergasse 71/72 in de Wiener Werkbundsiedlung in Wenen-Lainz
- 1931/1932: Doppelhaus Engelbrechtweg 4 in de Wiener Werkbundsiedlung in Wenen-Lainz
- 1938: Landhaus v. Prittwitz in Tutzing
- 1950: Hugo-Häring-Haus in Biberach an der Riß

## Galerij

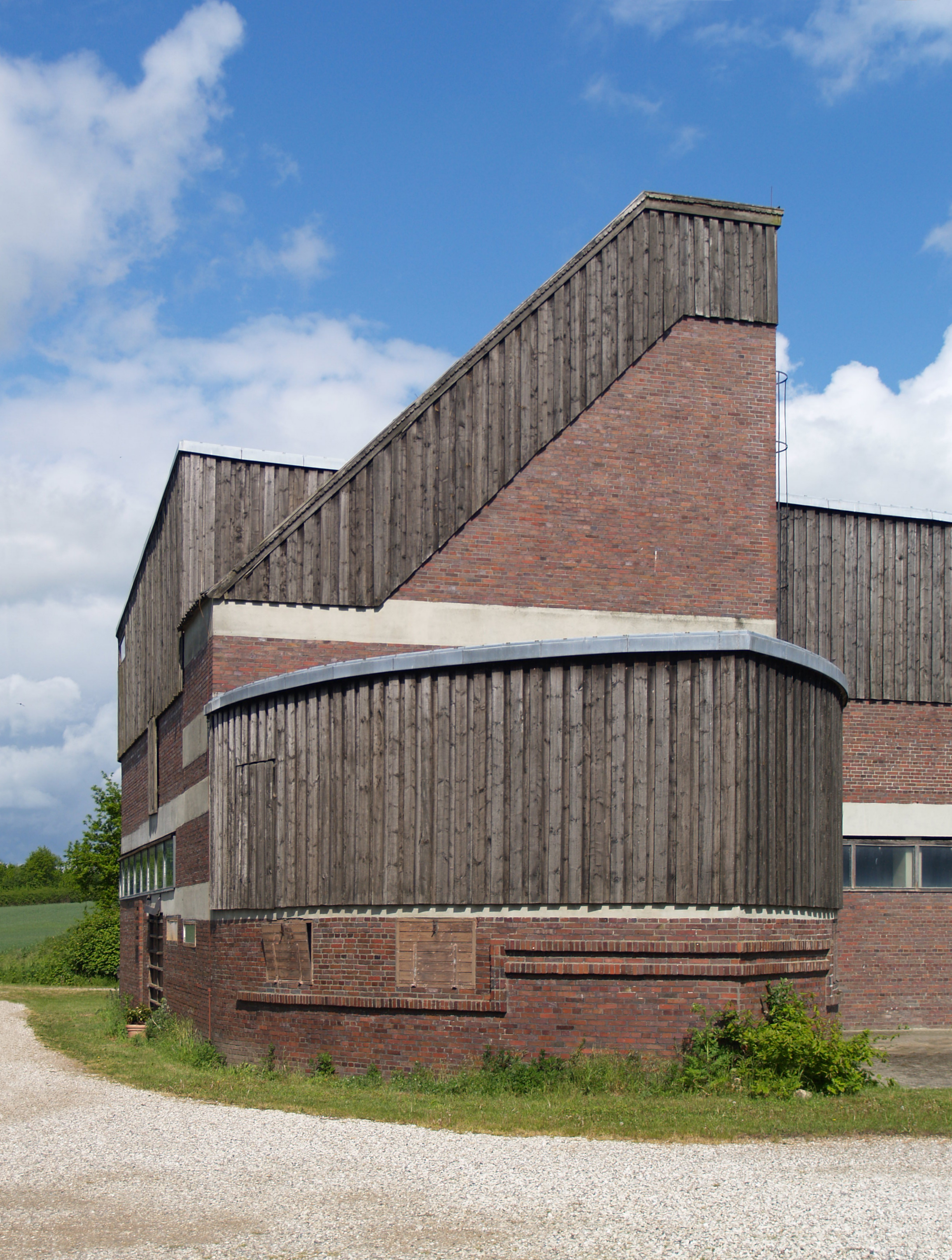
Gut Garkau, Scharbeutz (1928)
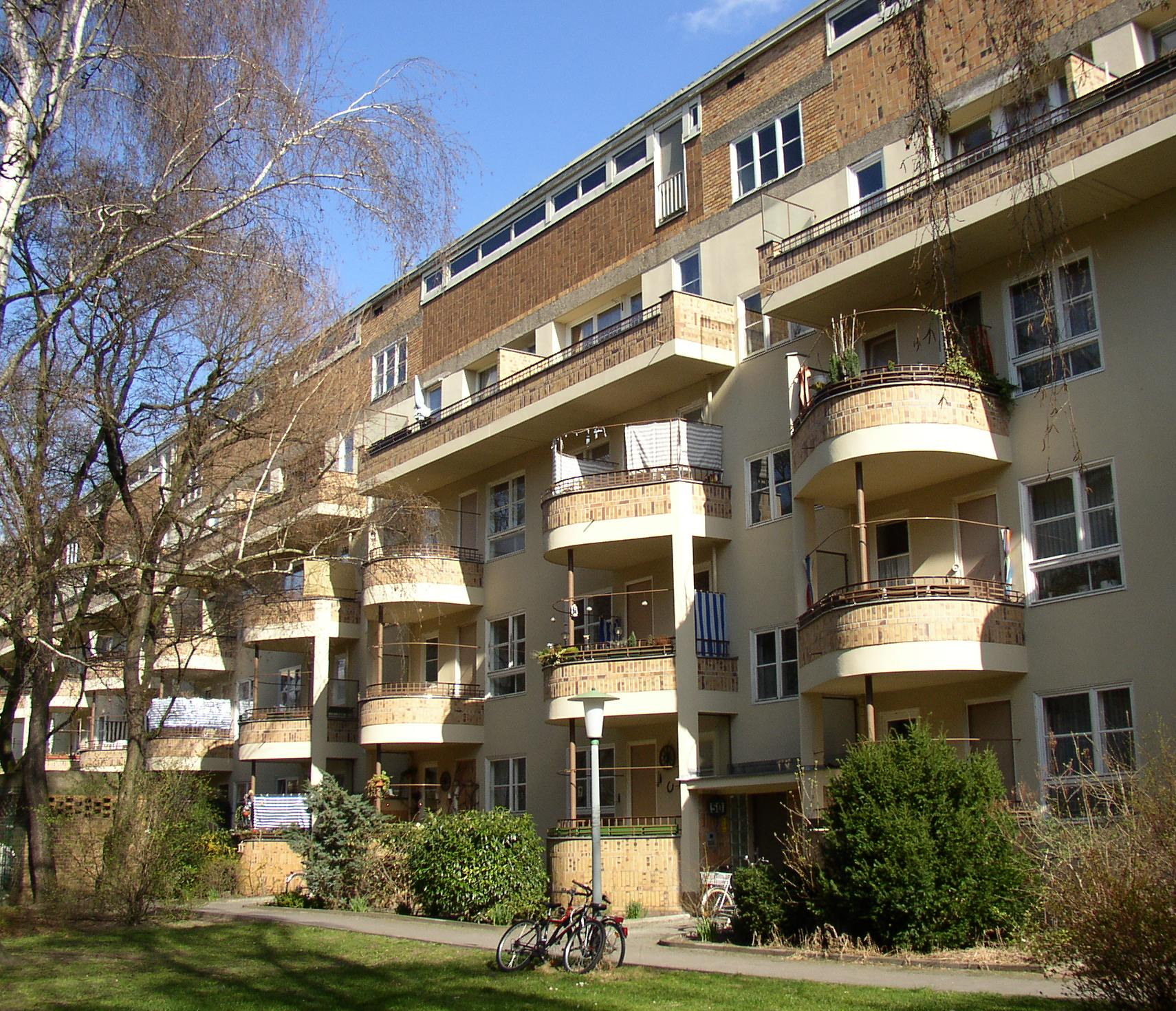
Grosssiedlung Siemensstadt, Berlijn (1930)
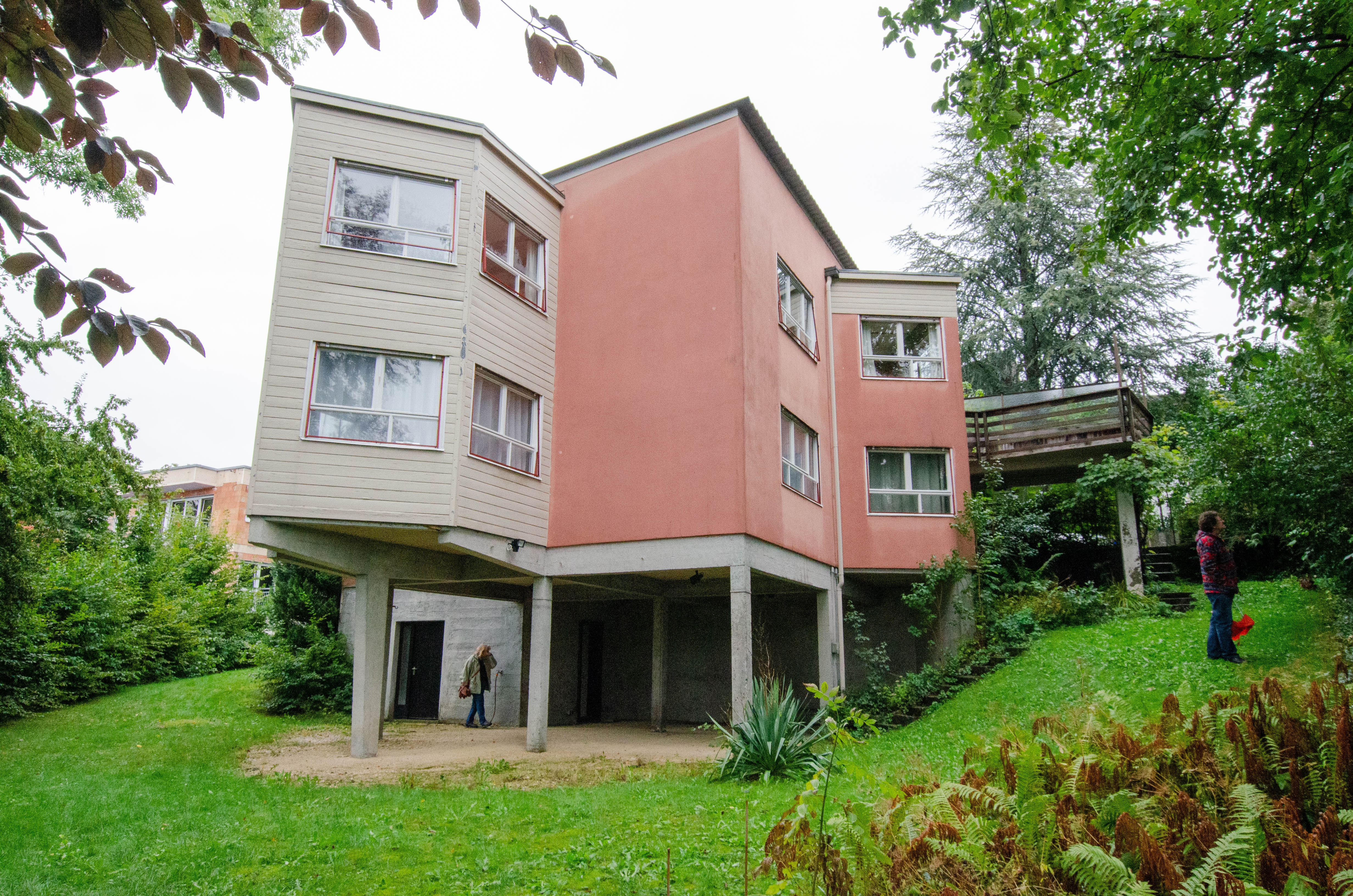
Hugo Häring Haus, Biberach an der Riß (1950)

- Bibsys: 90500633
- Biblioteca Nacional de España: XX1644454
- Bibliothèque nationale de France: cb12350072v (data)
- Catàleg d'autoritats de noms i títols de Catalunya: 981058518244106706
- CiNii: DA0367744X
- Gemeinsame Normdatei: 118700251
- International Standard Name Identifier: 0000 0000 8151 1689
- KulturNav: 177092d0-5f1b-41da-9ca1-22e0bb92f115
- Library of Congress Control Number: n82163392
- Nationale Bibliotheek van Tsjechië: xx0201898
- Nationale bibliotheek van Australië: 36419581
- Nationale Bibliotheek van Polen: a0000001953769
- Nederlandse Thesaurus van Auteursnamen: 070531218
- RKD-Nederlands Instituut voor Kunstgeschiedenis: 224173
- SNAC: w6p568md
- Système universitaire de documentation: 028063236
- Trove: 1255356
- Union List of Artist Names: 500026967
- Virtual International Authority File: 71465805
- WorldCat: E39PBJvmQ4m747bTcBvjV4Fh73